# (8417) Lancetaylor
(8417) Lancetaylor (1996 VG8) – planetoida z pasa głównego asteroid okrążająca Słońce w ciągu 3,29 lat w średniej odległości 2,21 au. Odkryta 7 listopada 1996 roku.